# Tour de l'Avenir femení
El Tour de l'Avenir Femmes és una cursa femenina de ciclisme per etapes que es celebra a França des de l'any 2023.
Com la seva versió masculina, el Tour de l'Avenir femení només enfronta a ciclistes sub-23 (menors de 23 anys) per seleccions nacionals i regionals. Es disputa com una cursa per etapes de cinc dies i el seu emplaçament al calendari és directament la setmana següent de la disputa del Tour de l'Avenir masculí a finals d'agost.

## Història
La cursa es va posar en marxa l'any 2023, un any després del rellançament d'un Tour de França Femení. La primera edició constà de cinc etapes: una contrarellotge, una etapa plana, una altra muntanyosa i les dues darreres de muntanya.

## Palmarès
| Any  | Vencedora          | Segona        | Tercera      |
| ---- | ------------------ | ------------- | ------------ |
| 2023 | Shirin van Anrooij | Anna Shackley | Gaia Realini |